# Rhopospina
Rhopospina is een monotypisch geslacht van zangvogels uit de familie Thraupidae (tangaren):
- Rhopospina fruticeti – Rouwsierragors
- Rhopospina caerulescens – Kobaltgors
- Rhopospina alaudina – Bandstaartsierragors|
- Rhopospina carbonaria – Zwarte sierragors